# Die Krise in der Erziehung
Hannah Arendt hielt den Vortrag Die Krise in der Erziehung zum 70. Geburtstag von Erwin Loewenson am 13. Mai 1958 in Bremen. Noch im selben Jahr kam die entsprechende Schrift auf den Markt. Die amerikanische Fassung The Crisis in Education erschien ebenfalls 1958 in der Partisan Review. Nur sehr selten hat sich die politische Denkerin mit pädagogischen Fragen beschäftigt. Hier befasste sie sich mit Konzepten von Erziehung auf philosophischer Grundlage. Thema ist die zeitgenössische Erziehung in den Vereinigten Staaten. Eine Neuauflage des deutschsprachigen Textes wurde 1994 postum veröffentlicht.

## Inhalt und Rezeption

### Inhalt
Die Krise in der Erziehung ist Arendt zufolge nur „ein besonderer Aspekt der allgemeinen Krise“ in den USA. Sie führt ihre These aus, es handle sich dabei um eine Chance etwas Neues zu entwickeln und weist auf die besondere Rolle der Erziehung für die Vereinigten Staaten als Einwanderungsland hin: „… es ist offensichtlich, daß die ungeheuer schwierige, nie ganz und doch immer über Erwarten glückende Einschmelzung fremdester Volksteile nur über die Schulen, die Erziehung und Amerikanisierung der Kinder der Einwanderer vonstattengehen kann.“
In den USA ist, so Hannah Arendt, das Erziehungsideal von Rousseau beeinflusst, der Erziehung als ein Mittel der Politik und die politische Tätigkeit selbst als eine Form der Erziehung verstand. Im Idealfall sei Erziehung ein Akt des Überzeugens, der jedoch auch scheitern könne. Für jede Generation stelle sich die Frage der Erziehung erneut. In Diktaturen versuchen die Machthaber insbesondere die Kinder zu manipulieren. Erwachsene hingegen sollen und können laut Arendt nicht erzogen werden. „Wer erwachsene Menschen erziehen will, will sie in Wahrheit bevormunden und daran hindern, politisch zu handeln.“ Als Beispiel führt sie die Probleme in den Südstaaten der USA an. Hier sei versucht worden, den Weißen Toleranz gegenüber Farbigen „beizubringen“. Dies konnte nicht gelingen, da die (mehrheitlich weißen) Erwachsenen versuchten, ihre eigenen Probleme durch die Kinder zu lösen. Sie selbst waren nämlich vom Wert der Toleranz nicht überzeugt und erzogen auch ihre Kinder nicht in diesem Sinne.
Im weiteren Verlauf geht Hannah Arendt auf die, wie sie ausführt, „radikale Wende“ der Erziehung in den USA ein, die ungefähr 1933 stattfand. Die „progressive education“ hat „alle bewährten Lehr- und Lernmethoden über den Haufen geworfen.“ Dadurch wurden „alle Regeln des gesunden Menschenverstandes beiseite“ geschoben. Hinzu kamen die Auswirkungen der Massengesellschaft auch auf den Erziehungsbereich.
Arendt weist kurz darauf hin, dass die Gleichheit bzw. die „equality of opportunity“ (Chancengleichheit) in den USA Grundlage der Pädagogik ist. Dies führt dazu, dass alle Kinder die High School besuchen und erst im College die Vorbereitung auf das Studium erfolgt. Der College-Lehrplan sei (1958) aus diesem Grund völlig überfrachtet. Es finde in den USA keine Auswahl der Besten in der Schule statt. Da alle gleich sein „sollen“, wird auch der Unterschied zwischen Kindern und Erwachsenen, „vor allem zwischen Schüler und Lehrer nach Möglichkeit“ verwischt. Dies geschehe auf Kosten der Begabten und der Autorität des Lehrers.
Zur Erklärung nennt sie „drei ruinöse Grundüberzeugungen“, die zur Krise in der Erziehung führen. Erstens sollen die Kinder sich möglichst selbst verwalten. Dabei ist die Kindergruppe zum einzelnen Kind wesentlich „tyrannischer, als die strengste Autorität einer einzelnen Person [es] je sein kann.“ Das Resultat ist „Konformismus auf der einen Seite und Haltlosigkeit auf der anderen Seite.“ Die zweite desaströse Auffassung betrifft das Lehren. Der Pragmatismus und die moderne Psychologie, auf denen laut Arendt das Erziehungssystem beruht, führen dazu, dass sich alles schwerpunktmäßig auf das Lehren konzentriert habe. Vernachlässigt wurde die Fachausbildung der Lehrkräfte. Dies hat einen „Autoritätsverlust“ der Lehrkräfte zur Folge, wenn diese dem Lernenden im Stoff nur wenig voraus seien und dies mit dem Verzicht auf Zwangsmittel einhergehe. Drittens sei die Grundthese des Pragmatismus, „dass man nur wissen und erkennen könne, was man selbst gemacht habe …“. So wird das „Lernen“ durch „Tun“ und das „Arbeiten“ durch „Spielen“ ersetzt. Dadurch werden die Kinder in einer „künstliche Kinderwelt“ belassen und nicht auf die Erwachsenenwelt vorbereitet. Die Erkenntnis dieser drei Grundfehler ruft die analysierte Krise in der Erziehung hervor.
Im Folgenden will Hannah Arendt klären, „welche Aspekte der modernen Welt und ihrer Krise sich in der Erziehungskrise …“ gezeigt [haben] und was man daraus lernen kann. Eltern haben nach Arendt die Verantwortung für das „Leben und Werden des Kindes wie für den Fortbestand der Welt.“ Diese beiden Punkte können sich aber widersprechen, da einerseits das Kind vor der Welt und andererseits die Welt vor den neuen Kindern (vor der neuen Generation) geschützt werden muss. Den ersten Punkt führt Hannah Arendt weiter aus. Das Werden eines Kindes muss in einem geschützten Raum stattfinden – in der Familie. Die Familie bildet einen Schutz gegen die Öffentlichkeit. Das Problem liegt nun im Wesen von „Privatem“ und „Öffentlichem“ in der Neuzeit. Für Arbeiter und Frauen stellt diese Entwicklung eine echte Befreiung dar, während sie für Kinder  „eine Preisgabe und eine Auslieferung“ ist. Die Schule, beziehungsweise die Lehrkraft, übernimmt in der Neuzeit die von der Öffentlichkeit beschlossene Aufgabe, die Kinder in die Erwachsenenwelt hereinzuführen. Diese Aufgabe hat wieder obige Aspekte: Verantwortung gegenüber der Welt und Verantwortung gegenüber dem Kind. „Wer die Verantwortung für die Welt nicht übernehmen will, sollte keine Kinder zeugen und darf nicht mithelfen, Kinder zu erziehen.“
Im Weiteren weist Arendt auf den Unterschied zwischen Qualifikation und Autorität des Lehrers hin. Qualifikation bedeutet für sie, „daß er die Welt kennt und über sie belehren kann, aber seine Autorität beruht darauf, daß er für diese Welt die Verantwortung übernimmt.“ Sie behauptet, dass die Autorität heute (1958) abgeschafft worden ist – „daß der Autoritätsverlust, der im Politischen begann, im Privaten endete“. „Die Autorität ist von den Erwachsenen abgeschafft worden, und dies kann nur eines besagen, nämlich daß die Erwachsenen sich weigern, die Verantwortung für die Welt zu übernehmen, in welche sie die Kinder hineingeboren haben.“
Der Mensch kann laut Arendt solche Prozesse durch „Handeln“ und „Besinnen“ unterbrechen und anhalten.
„Das Problem der Erziehung in der modernen Welt liegt darin, daß sie der Natur der Sache nach weder auf Autorität noch auf Tradition verzichten kann, obwohl sie in einer Welt vonstatten geht, die weder durch Autorität strukturiert noch durch Tradition gehalten ist.“
Daraus folgert sie, man solle Erwachsene nicht zu erziehen versuchen und Kinder nicht wie Erwachsene behandeln. Für Arendt ist die Natalität (Gebürtlichkeit) hier, wie auch in vielen anderen ihrer Werke, so insbesondere in Vita activa oder Vom tätigen Leben, die entscheidende Möglichkeit für die Menschheit einen neuen Anfang zu machen. Es ist somit eine Aufgabe der Erziehung, die Kinder „für ihre Aufgabe der Erneuerung einer gemeinsamen Welt vorzubereiten.“

### Rezeption
Laut Derwent May dachte Arendt damals über Kinder und Jugendliche nach, da sie sich mit den Rassenunruhen 1957 beschäftigt hatte, in deren Verlauf schwarze Kinder mit Bussen zu weißdominierten Schulen gegen den auch gewaltsam ausgedrückten Willen der weißen Eltern gebracht wurden, ein Umstand, den Arendt scharf kritisierte. Diese Auffassung stieß auf weitgehenden Widerspruch. Außerdem unterrichtete sie an Universitäten und hatte ihre Theorie der Natalität entwickelt, wonach jede Generation einen Neuanfang zum Guten möglich macht. Im Arendt-Handbuch fassen Wolfgang Heuer und Stefanie Rosenmüller den Text zusammen und postulieren, die Abhandlung könnte auch unter dem Titel „Erziehung und Politik“ stehen, denn Arendt argumentiere gegen eine Analogie von politischer und Familiensphäre.

## Ausgabe
Hannah Arendt: Die Krise in der Erziehung. In: Zwischen Vergangenheit und Zukunft. Übungen im politischen Denken I. Texte 1954–1964. Hrsg. Ursula Ludz, Piper, München 1994, 2. durchgesehene Aufl. 2000, ISBN 3-492-21421-5, S. 255–276